# Ulrika Sjöwall
Ulrika Sjöwall (17 de agosto de 1971) es una deportista sueca que compitió en tiro con arco, en la modalidad de arco compuesto.
Ganó dos medallas en el Campeonato Mundial de Tiro con Arco al Aire Libre, plata en 1995 y oro en 2001, y dos medallas en el Campeonato Mundial de Tiro con Arco en Sala, plata en 1995 y bronce en 1997.
Además, obtuvo una medalla de oro en el Campeonato Europeo de Tiro con Arco al Aire Libre de 1996 y una medalla de oro en el Campeonato Europeo de Tiro con Arco en Sala de 1996.

## Palmarés internacional
| Campeonato Mundial al Aire Libre | Campeonato Mundial al Aire Libre | Campeonato Mundial al Aire Libre | Campeonato Mundial al Aire Libre |
| Año                              | Lugar                            | Medalla                          | Prueba                           |
| -------------------------------- | -------------------------------- | -------------------------------- | -------------------------------- |
| 1995                             | Yakarta (Indonesia)              | Medalla de plata                 | Equipo                           |
| 2001                             | Pekín (China)                    | Medalla de oro                   | Individual                       |
| Campeonato Mundial en Sala       |                                  |                                  |                                  |
| Año                              | Lugar                            | Medalla                          | Prueba                           |
| 1995                             | Birmingham (Reino Unido)         | Medalla de plata                 | Equipo                           |
| 1997                             | Estambul (Turquía)               | Medalla de bronce                | Equipo                           |
| Campeonato Europeo al Aire Libre |                                  |                                  |                                  |
| Año                              | Lugar                            | Medalla                          | Prueba                           |
| 1996                             | Kranjska Gora (Eslovenia)        | Medalla de oro                   | Equipo                           |
| Campeonato Europeo en Sala       |                                  |                                  |                                  |
| Año                              | Lugar                            | Medalla                          | Prueba                           |
| 1996                             | Mol (Bélgica)                    | Medalla de oro                   | Equipo                           |